# Antonio Pau

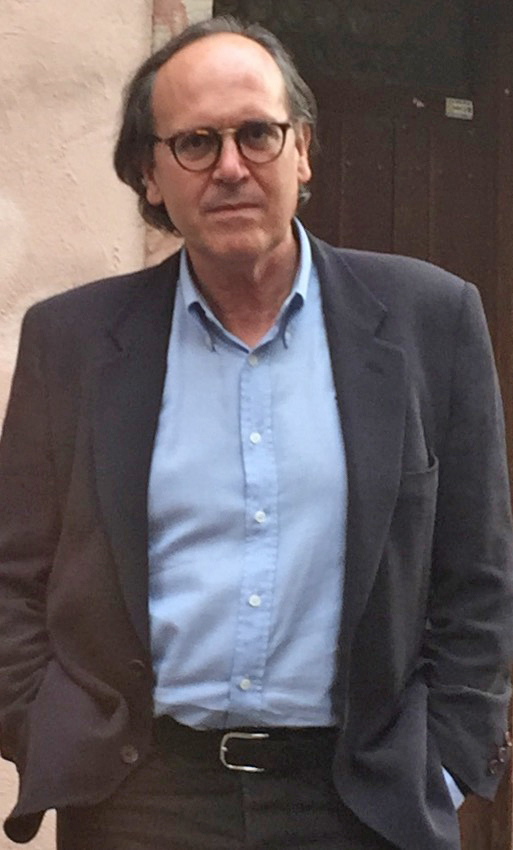
Antonio Pau

Antonio Pau Pedrón (* 16. September 1953 in Torrijos, Toledo) ist ein spanischer Jurist und Literat.

## Leben
Pau ist Doktor der Jurisprudenz, hoher Justizbeamter, ehemaliger Vertreter der spanischen Regierung bei der Europäischen Union. Neben seiner beruflichen Tätigkeit widmet er sich der Erforschung der deutschen Literatur des späten 18. bis 20. Jahrhunderts.
Er ist ordentliches Mitglied der Real Academia de Ciencias Morales y Políticas, erhielt 1998 den Ortega y Gasset-Preis für Humanwissenschaften sowie 2011 die Lichtenberg-Medaille.

## Schriften
- Clarín, Ganivet, Azaña (1994)
- Toledo Grabado (1996)
- Rilke en Toledo (1997)
- Madrid en sus libros (1999)
- Juan Ramón Jiménez. El Poeta en el Jardín (2000)
- Julián Ayesta. El resplandor de la prosa (2001)
- Música y Poesía del tango, (2001; französische Auslage, Tango. Musique et Poesie, 2006)
- Fijar lo fugitivo (2003)
- Felisberto Hernández. El tejido del recuerdo (2005)
- Las ninfas de Madrid (2005)
- Estas pavesas grises (2005)
- La Real Casa del Vidrio (2006)
- Desde el oscuro borde de la luz (2006)
- El relato para niños El arca y el arco (2006)
- Vida de Rainer Maria Rilke. La belleza y el espanto (2007)
- La imagen de Madrid en los años centrales del siglo XVIII (2008)
- Madrid en 1854 (2008)
- Hölderlin. El rayo envuelto en canción (2008)
- Novalis. La nostalgia de lo invisible (2010)
- Hilde Domin en la poesía española (2010)
- Rilke apátrida (2011)
- Thibaut y las raíces clásicas del Romanticismo (2012)

## Übersetzungen
- Rainer Maria Rilke. Cuarenta y nueve poemas (2010)
- Rainer Maria Rilke. Sonetos a Grete Gulbransson (2009)
- Friedrich Hölderlin. Cantos (2010)
- Rainer Maria Rilke. Rusia en verso y prosa (2009)
- Rainer Maria Rilke. Poemas en prosa. Dedicatorias (2010)
- Novalis. Poemas tardíos (2011)